# 僕はイエス様が嫌い
『僕はイエス様が嫌い』（ぼくはイエスさまがきらい英）は、2019年に公開された奥山大史監督の日本映画。

## キャスト
- 星野由来：佐藤結良
- 大隈和馬：大熊理樹
- 小さなイエス様：チャド・マレーン
- 大隈里香子：佐伯日菜子
- 木暮諄一(牧師先生)：北山雅康
- 割田浩昭(担任の先生)：大迫一平
- 星野ふみ：ただのあっ子
- 星野史敏：秋山健一
- 星野絵里子：木引優子
- 星野悟：二瓶鮫一

## スタッフ
- 監督・脚本・撮影・編集：奥山大史
- プロデューサー：吉野匡志
- ラインプロデューサー：黒川莉子
- 照明 ：岩渕隆斗
- 録音 ： 柳田耕佑
- 美術 ： 藤本楓
- 助監督：関航大
- 制作担当：志村光紀
- VFX：守屋匠
- スチール：持田薫
- 音響効果：渡部聖
- 音楽：名村武、柴田ゆりこ、木下航志、山﨑真
- 英語字幕：チャド・マレーン
- 配給：ショウゲート
- 製作：閉会宣言

## 賞歴
- 第66回サンセバスチャン国際映画祭
  -  最優秀新人監督賞
- 第29回ストックホルム国際映画祭
  -  最優秀撮影賞
- 第19回ダブリン国際映画祭
  -  最優秀撮影賞
- 第11回TAMA映画賞
  -  最優秀新進監督賞
- 第3回マカオ国際映画祭
  -  スペシャル・メンション

## テレビ放送
2020年12月15日にフジテレビにて地上波初放送された。